# Сассія
Сассія (нім. Sassen, лат. terra Sossinensia;, лит. Sasna, пол. zemia sasińska) одна із земель Пруссії, де проживало балтське прусське плем'я сассів. Вона розміщувалась поміж прусськими землями Ґаліндія, Любавія, на півночі з Погезанією, Вармією, Бартією і на півдні з польською Мазовією.

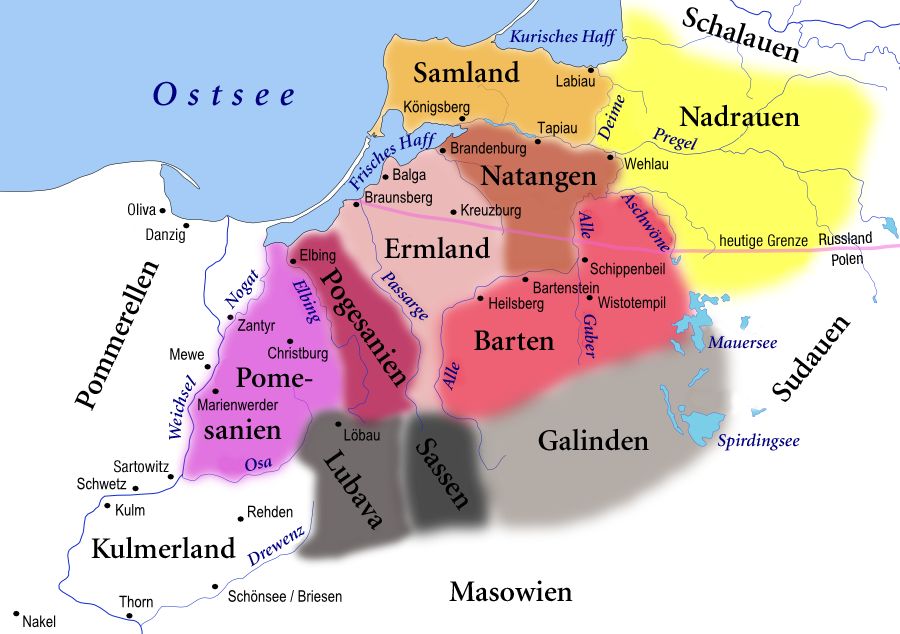
Схема земель Пруссії у ХІІІ ст.

## Історія
Король Богемії Пржемисл Отакар II 1267 вперше згадав землю Сассія, визнавши право Тевтонського Ордену на неї. Ще до прибуття лицарів Тевтонського ордену земля спорожніла через часті грабіжницькі напади мазовшан і семби перебрались на північ до дружніх племен. Хрестоносці маркграфа Генріха ІІІ Майсенського атакували з Помезанії і заклали замок Хрістбурґ (нім. Christburg)на місці укріплення Гревосе (нім. Grewose). 1242 семби його відбили і 1247 Генріх фон Ліхтенштейн захопив знову і незабаром втратив. Після укладення перемир'я головне місто землі 1254 відбудували на новому місці. Адміністративним центром землі було місто Остероде (нім. Osterode). Активна колонізація розпочалась 1320 р.
Після поділів Речі Посполитої Сассія відійшла до провінції Східна Пруссія королівства Пруссія. Після Другої світової війни з ліквідацією Східної Пруссії Сассія потрапила до Польщі.